# 꿈 (드라마)
《꿈》은 1983년 8월 20일에 방영된 TV문학관이다.

## 줄거리
수도승 조신(정종준)은 어느 날 길을 가다 만난 태수 김훈공의 딸 달래(하미혜)의 미모에 반한다. 조신은 달래가 벼랑에 핀 철쭉꽃을 따다주기를 원하자 위험을 무릅쓰고 꽃을 따다준 뒤 사랑하는 마음이 날로 더해 상사병까지 나기에 이른다. 이에 조신은 주지승에게 마음의 고통을 고백하고 도움을 요청하는데...

## 출연
- 정종준
- 하미혜
- 박상규
- 정민
- 이대로
- 이일웅
- 곽정희
- 최주봉
- 황민
- 최헌철
- 임성민
- 박선희
- 공경구
- 이두섭
- 김기복
- 이창원
- 최재현
- 최용호
- 마일운
- 이대인
- 김법종